# Leichtathletik-Weltmeisterschaften 2015/Teilnehmer (Südafrika)
| Gelbes Symbol für Goldmedaillen mit stilisierten Olympischen Ringen | Graues Symbol für Silbermedaillen mit stilisierten Olympischen Ringen | Braundes Symbol für Bronzemedaillen mit stilisierten Olympischen Ringen |
| ------------------------------------------------------------------- | --------------------------------------------------------------------- | ----------------------------------------------------------------------- |
| 1                                                                   | —                                                                     | 2                                                                       |

Der Leichtathletikverband Südafrikas nominierte 33 Athleten für die Leichtathletik-Weltmeisterschaften 2015 in der chinesischen Hauptstadt Peking.

## Medaillen
Mit einer gewonnenen Gold- und zwei Bronzemedaillen belegte das südafrikanische Team Rang 13 im Medaillenspiegel.

### Medaillengewinner

#### Gold
- Wayde van Niekerk: 400 m

#### Bronze
- Anaso Jobodwana: 200 m
- Sunette Viljoen: Speerwurf

## Ergebnisse

### Männer

#### Laufdisziplinen
| Henricho Bruintjies                                              | 100 m            | 10,07 s     | 16  | 10,21 s            | 23                 | nicht qualifiziert | nicht qualifiziert |                    |                    |
| Anaso Jobodwana                                                  | 100 m            | DSQ         | DSQ | –––                | –––                | –––                | –––                |                    |                    |
| Akani Simbine                                                    | 100 m            | 10,09 s     | 17  | 10,02 s            | 11                 | nicht qualifiziert | nicht qualifiziert |                    |                    |
| Anaso Jobodwana                                                  | 200 m            | 20,22 s SB  | 8   | 20,01 s PB         | 3                  | 19,87 s NR         | Bronze             |                    |                    |
| Akani Simbine                                                    | 200 m            | 20,23 s PB  | 10  | 20,37 s            | 17                 | nicht qualifiziert | nicht qualifiziert |                    |                    |
| Berend Koekemoer                                                 | 400 m            | 46,52 s     | 44  | nicht qualifiziert | nicht qualifiziert | nicht qualifiziert | nicht qualifiziert |                    |                    |
| Wayde van Niekerk                                                | 400 m            | 44,42 s     | 4   | 44,31 s            | 4                  | 43,48 WL           | Gold               |                    |                    |
| Rynardt van Rensburg                                             | 800 m            | 1:48,61 min | 33  | nicht qualifiziert | nicht qualifiziert | nicht qualifiziert | nicht qualifiziert |                    |                    |
| Johan Cronje                                                     | 1500 m           | 3:43,29 min | 28  | 3:36,59 min        | 8                  | nicht qualifiziert | nicht qualifiziert |                    |                    |
| Dumisane Hlaselo                                                 | 1500 m           | 3:40,25 min | 21  | nicht qualifiziert | nicht qualifiziert | nicht qualifiziert | nicht qualifiziert |                    |                    |
| Stephen Mokoka                                                   | 10.000           |             |     |                    |                    | 28:47,40 min       | 20                 |                    |                    |
| Thabiso Benedict Moeng                                           | Marathon         |             |     |                    |                    | DNF                | DNF                |                    |                    |
| Desmond Mokgobu                                                  | Marathon         |             |     |                    |                    | 2:34:11 h          | 42                 |                    |                    |
| Sibusiso Nzima                                                   | Marathon         |             |     |                    |                    | DNF                | DNF                |                    |                    |
| Antonio Alkana                                                   | 110 m Hürden     | 13,63 s     | 25  | nicht qualifiziert | nicht qualifiziert | nicht qualifiziert | nicht qualifiziert |                    |                    |
| Cornel Fredericks                                                | 400 m Hürden     | DNS         | DNS | –––                | –––                | –––                | –––                |                    |                    |
| L. J. van Zyl                                                    | 400 m Hürden     | 49,12 s     | 15  | 48,09 s            | 15                 | nicht qualifiziert | nicht qualifiziert | nicht qualifiziert | nicht qualifiziert |
| Dikotsi Lekopa                                                   | 3000 m Hindernis | 8:37,43 min | 13  |                    |                    | nicht qualifiziert | nicht qualifiziert |                    |                    |
| Tumisang Monnatlala                                              | 3000 m Hindernis | 8:55,25 min | 33  |                    |                    | nicht qualifiziert | nicht qualifiziert |                    |                    |
| Henricho Bruintjies Anaso Jobodwana Antonio Alkana Akani Simbine | 4 × 100 m        | DNF         | DNF |                    |                    | –––                | –––                |                    |                    |
| Lebogang Shange                                                  | 20 km Gehen      |             |     |                    |                    | 1:21:43 h NR       | 11                 |                    |                    |
| Teodorico Caporaso                                               | 50 km Gehen      |             |     |                    |                    | 4:02:41 h          | 33                 |                    |                    |

#### Sprung/Wurf
| Athlet                 | Disziplin   | Qualifikation | Qualifikation | Finale             | Finale             |
| Athlet                 | Disziplin   | Weite/Höhe    | Platz         | Weite/Höhe         | Platz              |
| ---------------------- | ----------- | ------------- | ------------- | ------------------ | ------------------ |
| Godfrey Khotso Mokoena | Weitsprung  | 7,98 m        | 13            | nicht qualifiziert | nicht qualifiziert |
| Rushwahl Samaai        | Weitsprung  | 7,79 m        | 20            | nicht qualifiziert | nicht qualifiziert |
| Zarck Visser           | Weitsprung  | 7,79 m        | 19            | nicht qualifiziert | nicht qualifiziert |
| Godfrey Khotso Mokoena | Dreisprung  | 16,78 m       | 10            | 16,81 m            | 9                  |
| Orazio Cremona         | Kugelstoßen | 18,63 m       | 27            | nicht qualifiziert | nicht qualifiziert |
| Jaco Engelbrecht       | Kugelstoßen | 19,04 m       | 25            | nicht qualifiziert | nicht qualifiziert |
| Victor Hogan           | Diskuswurf  | 62,41 m       | 13            | nicht qualifiziert | nicht qualifiziert |
| Rocco van Rooyen       | Speerwurf   | 75,55 m       | 28            | nicht qualifiziert | nicht qualifiziert |

#### Zehnkampf
| Athlet          | Disziplin | 100 m      | Weit- sprung | Kugel- stoßen | Hoch- sprung | 400 m | 110 m Hürden | Diskus- wurf | Stabhoch- sprung | Speer- wurf | 1500 m | Punkte | Platz |
| --------------- | --------- | ---------- | ------------ | ------------- | ------------ | ----- | ------------ | ------------ | ---------------- | ----------- | ------ | ------ | ----- |
| Willem Coertzen | Ergebnis  | 10,98 s SB | 7,25 m       | 13,75 m       | 1,95 m       | DNS   | DNS          | DNS          | DNS              | DNS         | DNS    | DNF    | −     |
| Willem Coertzen | Punkte    | 865        | 874          | 713           | 758          | −     | −            | −            | −                | −           | −      | DNF    | −     |

### Frauen

#### Laufdisziplinen
| Athlet            | Disziplin    | Vorlauf        | Vorlauf | Halbfinale         | Halbfinale         | Finale             | Finale             |
| Athlet            | Disziplin    | Zeit           | Platz   | Zeit               | Platz              | Zeit               | Platz              |
| ----------------- | ------------ | -------------- | ------- | ------------------ | ------------------ | ------------------ | ------------------ |
| Carina Horn       | 100 m        | 11,08 s        | 8       | 11,15 s            | 17                 | nicht qualifiziert | nicht qualifiziert |
| Justine Palframan | 200 m        | 23,09 s        | 21      | 23,04 s            | 19                 | nicht qualifiziert | nicht qualifiziert |
| Justine Palframan | 400 m        | 52,45 s        | 34      | nicht qualifiziert | nicht qualifiziert | nicht qualifiziert | nicht qualifiziert |
| Caster Semenya    | 800 m        | 1:59,59 min SB | 3       | 2:03,18 min        | 24                 | nicht qualifiziert | nicht qualifiziert |
| Tanith Maxwell    | Marathon     |                |         |                    |                    | DNF                | DNF                |
| Wenda Nel         | 400 m Hürden | 54,45 s        | 2       | 54,63 s            | 5                  | 54,94 s            | 7                  |

#### Sprung/Wurf
| Athletin        | Disziplin | Qualifikation | Qualifikation | Finale     | Finale |
| Athletin        | Disziplin | Weite/Höhe    | Platz         | Weite/Höhe | Platz  |
| --------------- | --------- | ------------- | ------------- | ---------- | ------ |
| Sunette Viljoen | Speerwurf | 663,93 m      | 7             | 65,79 m    | Bronze |